# Piptadenia laxipinna
Piptadenia laxipinna är en ärtväxtart som beskrevs av Graziela Maciel Barroso. Piptadenia laxipinna ingår i släktet Piptadenia och familjen ärtväxter. Inga underarter finns listade i Catalogue of Life.